# Ям (Андреапольский район)
Ям — деревня в Андреапольском районе Тверской области. Входит в Волокское сельское поселение.

## География
Расположена примерно в 4 верстах к северу от деревни Волок на берегу озера Ямское.

## История
В конце XIX — начале XX века возле современной деревни находились усадьба Ямъ и деревня Ямищи Холмского уезда Псковской губернии.

## Население
| 2002 | 2010 |
| ---- | ---- |
| 1    | ↘0   |